# Helgoländer Wörterbuch
Das Helgoländer Wörterbuch ist ein Wörterbuch des Halunder, der Helgoländer Varietät der nordfriesischen Sprache.
Begonnen wurde das Wörterbuch von Willy Krogmann 1950 im Auftrag der Akademie der Wissenschaften und der Literatur in Mainz. Ab 1968 führte Nils Århammar die Arbeit am Wörterbuch für kurze Zeit fort, nachdem Krogmann 1967 verstorben war. Nach seiner Emeritierung 1996 nahm er zusammen mit seiner Frau Ritva Århammar die Arbeit am Wörterbuch wieder auf.
Vom Wörterbuch erschienen zwischen 1957 und 1968 fünf Lieferungen, womit die Wortstrecke A bis L vorliegt. Hinzu kommt eine detailreiche Einführung.

## Lieferungen
- Helgoländer Wörterbuch. Lfg. 1. A – Beesemerwecht. Verlag der Akademie der Wissenschaften und der Literatur, 1957
- Helgoländer Wörterbuch. Lfg. 2. Beesemriin – Federpoos. Verlag der Akademie der Wissenschaften und der Literatur, 1958
- Helgoländer Wörterbuch. Lfg. 3. federt – Hartfeäler. Verlag der Akademie der Wissenschaften und der Literatur, 1960
- Helgoländer Wörterbuch. Lfg. 4. harti – Kortel. Verlag der Akademie der Wissenschaften und der Literatur, 1964
- Helgoländer Wörterbuch. Lfg. 5. Kortelbean – luuwet. Verlag der Akademie der Wissenschaften und der Literatur, 1968